# Camerimage

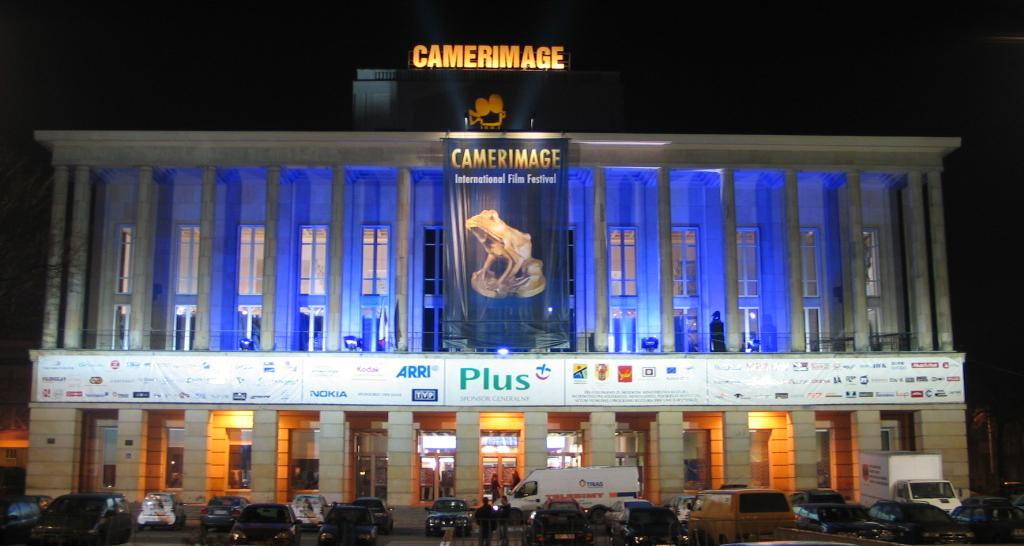
Camerimage 2006

Camerimage (International Film Festival of the Art of Cinematography) è un festival cinematografico internazionale dedicato all'arte della fotografia che si svolge annualmente a partire dal 1993 in Polonia. Dal 1993 al 1999 si è svolto a Toruń, dal 2000 al 2009 a Łódź e dal 2010 a Bydgoszcz.
Il festival propone un concorso, una sezione non competitiva World Panorama, un concorso per film studenteschi, proiezioni speciali, retrospettive, seminari e workshops, esposizioni fotografiche e performance teatrali.
Nel corso degli anni, ha ospitato e premiato i maggiori direttori della fotografia del cinema mondiale.

## Storia
Il festival nasce sotto due numi tutelari, lo svedese Sven Nykvist e l'italiano Vittorio Storaro. Nella prima edizione, nel 1993, il primo è insignito della Rana d'oro alla carriera, mentre il secondo presiede la giuria che valuta i film in concorso.
Nel 1995 viene affiancata al concorso la sezione World Panorama e viene fondata la Camerimage Film School, il cui staff docente comprende professori della celebre National Film School di Łódź.
Dal 1996 viene introdotto un premio per la speciale sensibilità visiva nella regia.
L'anno successivo viene introdotto un premio speciale che riconosce la particolare collaborazione tra regista e direttore della fotografia. 
Viene istituita anche una sezione competitiva per i film studenteschi.
Dal 2000 il festival si trasferisce da Toruń a Łódź e dal 2007 assume la denominazione Plus Camerimage, per lo sponsor principale Plus Network Operator.
Dal 2010 il festival si trasferisce da Łódź a Bydgoszcz.

## Premi

### Concorso
- Rana d'oro (Złota Żaba / Golden Frog)
- Rana d'argento (Srebrna Żaba / Silver Frog)
- Rana di bronzo (Brązowa Żaba / Bronze Frog)

### Concorso film studenteschi
- Girino d'oro (Złota Kijanka / Golden Tadpole)
- Girino d'argento (Srebrna Kijanka / Silver Tadpole)
- Girino di bronzo (Brązowa Kijanka / Bronze Tadpole)
- Premio dell'associazione dei filmmaker polacchi (Nagroda Stowarzyszenia Filmowców Polskich / Award of Association of Polish Filmmakers)
- Premio OSRAM (Nagroda Firmy OSRAM - Światło dla Sztuki / The Light for the Arts - OSRAM Company Award)
- Premio PANAVISION (Nagroda Firmy PANAVISION / PANAVISION Special Award for Best Picture Technique)

### Altri premi
- Premio alla carriera (Nagroda Za Całokształt Twórczości Dla Autora Zdjęć Filmowych / Lifetime Achievement Award)
- Premio per la speciale sensibilità visiva nella regia (Award for the Director with Special Visual Sensitivity) (dal 1996)
- Premio per la collaborazione regista - direttore della fotografia (Nagroda Specjalna Dla Duetu: Autor Zdjęć - Reżyser / Duo Award: Cinematographer - Director)
- Medaglia speciale per l'immenso contributo allo sviluppo del Camerimage Festival
- Premio per l'immenso contributo nello sviluppo della fotografia
- Premio speciale dei direttori della fotografia ad un attore per il valore visivo del suo lavoro (Nagroda Specjalna Operatorów Dla Aktora Za Szczególny Wkład W Sztukę Filmową / Special Camerimage Award from Cinematographers to an Actor for Immense Contribution to the Art of Movie)
- Premio Krzysztof Kieslowski (Nagroda Im. Krzysztofa Kieślowskiego / Krzysztof Kieslowski Award)
- Premio per la promozione della cultura polacca nel mondo (Nagroda Sponsora Generalnego - Firmy Atlas Za Promocję Polskiej Kultury Zagranicą / General Sponsor - Atlas - Award For The Promotion Of Polish Culture Abroad)

## Albo d'oro

### Anni 1993-1999
- 1993
  - Rana d'oro: Stuart Dryburgh - Lezioni di piano (The Piano)
  - Rana d'argento: Gu Chang Wei - Addio mia concubina (Ba wang bie ji)
  - Rana di bronzo: non assegnato
  - Premio alla carriera: Sven Nykvist
- 1994
  - Rana d'oro: Tibor Máthé - Woyzeck ex aequo Artur Reinhart - Wrony
  - Rana d'argento: Piotr Sobociński - Tre colori - Film rosso (Trois couleurs: Rouge)
  - Rana di bronzo: Conrad Hall - In cerca di Bobby Fischer (Searching for Bobby Fisher)
  - Premio alla carriera: Witold Sobociński e Vittorio Storaro
  - Premio speciale (postumo): Fernando Scarfiotti
  - Medaglia speciale per l'immenso contributo allo sviluppo del Camerimage Festival: Arthur Hiller
- 1995
  - Rana d'oro: Piotr Sobociński - La settima stanza (Siódmy pokój)
  - Rana d'argento: Goert Giltay - L'olandese volante (De Vliegende Hollander)
  - Rana di bronzo: Roger Deakins - Le ali della libertà (The Shawshank Redemption)
  - Premio alla carriera: Conrad Hall
  - Premi speciali a L'olandese volante per la scenografia, i costumi e il trucco
  - Premio per la speciale sensibilità visiva nella regia: Peter Weir
- 1996
  - Rana d'oro: Dick Pope - Segreti e bugie (Secrets and Lies)
  - Rana d'argento: Eduardo Serra - Jude
  - Rana di bronzo: Geoffrey Simpsons - Shine
  - Premio alla carriera: Haskell Wexler
  - Premio per la speciale sensibilità visiva nella regia: John Schlesinger
  - Premio per l'immenso contributo nello sviluppo della fotografia: Andrzej Sekuła
- 1997
  - Rana d'oro: Rogier Stoffers - Character - Bastardo eccellente (Karakter)
  - Rana d'argento: Ron Fortunato - Niente per bocca (Nil by Mouth)
  - Rana di bronzo: Paweł Edelman - Storie d'amore (Historie miłosne)
  - Premio alla carriera: Vilmos Zsigmond
  - Premio per la speciale sensibilità visiva nella regia: Bernardo Bertolucci
  - Premio per la collaborazione regista - direttore della fotografia: Bernardo Bertolucci - Vittorio Storaro
  - Premio per l'immenso contributo nello sviluppo della tecnica cinematografica: Bobby Arnold - ARRI
- 1998
  - Rana d'oro: Walter Carvalho - Central do Brasil
  - Rana d'argento: Hideo Yamamoto - Hana-bi - Fiori di fuoco (Hana-bi)
  - Rana di bronzo: Jens Fisher - Under solen
  - Premio alla carriera: László Kovács
  - Premio per la speciale sensibilità visiva nella regia: Carlos Saura
  - Premio per la collaborazione regista - direttore della fotografia di tutti i tempi: Ingmar Bergman - Sven Nykvist
  - Premio per la collaborazione regista - direttore della fotografia indipendente: Jim Jarmusch - Robby Müller
  - Premio speciale del presidente del Polish Film State Institute: Carlos Saura - Tango
  - Premio per l'immenso contributo nello sviluppo della tecnica cinematografica: Erich Fitz - Panther
  - Premio speciale dei direttori della fotografia ad un attore per il valore visivo del suo lavoro: Gary Oldman
- 1999
  - Rana d'oro: Remi Adefarasin - Elizabeth
  - Rana d'argento: Junichi Fujisawa - Hakuchi
  - Rana di bronzo: Timo Salminen - Juha
  - Premio alla carriera: Giuseppe Rotunno
  - Premio per la speciale sensibilità visiva nella regia: Roland Joffé
  - Premio alla carriera per la speciale sensibilità visiva nella regia: Norman Jewison
  - Premio per la collaborazione regista - direttore della fotografia: Mike Leigh - Dick Pope
  - Premio per l'immenso contributo nello sviluppo della tecnica cinematografica: Florian Granderath - SACHTLER

### Anni 2000-2009
- 2000
  - Rana d'oro: Rodrigo Prieto - Amores perros
  - Rana d'argento: Robert Fraisse - Vatel
  - Rana di bronzo: Philip Øgaard - Aberdeen
  - Premio alla carriera: Billy Williams
  - Premio per la speciale sensibilità visiva nella regia: David Lynch
  - Premio per la speciale sensibilità visiva nella regia (postumo): Wojciech Jerzy Has
  - Premio per la collaborazione regista - direttore della fotografia: David Lynch - Fred Elmes
  - Premio onorario per la collaborazione regista - direttore della fotografia: Andrzej Wajda - Witold Sobociński
  - Medaglia speciale per l'immenso contributo allo sviluppo del Camerimage Festival: Victor J. Kemper, American Society of Cinematographers
  - Premio speciale del presidente del Polish Film State Institute: Eric Kress - Her i nærheden
  - Camera d'oro per la più grande personalità artistica fra i direttori della fotografia: Vittorio Storaro
  - Premio per l'immenso contributo nello sviluppo della tecnica cinematografica: Marty Ollstein - TIFFEN
- 2001
  - Rana d'oro: Gérard Simon - Le roi danse
  - Rana d'argento: Adam Sikora - Angelus
  - Rana di bronzo: Piotr Sobociński - Cuori in Atlantide (Hearts in Atlantis)
  - Premio del pubblico: F.A. Brabec - Kytice
  - Premio alla carriera: Owen Roizman
  - Premio speciale per gli eccezionali risultati di gruppo nel campo dell'arte della fotografia: Joel Coen, Ethan Coen e Roger Deakins
  - Rana d'oro onoraria (postumo): Piotr Sobociński
  - Premio speciale dei direttori della fotografia ad un attore per il valore visivo del suo lavoro: John Malkovich
- 2002
  - Rana d'oro: Krzysztof Ptak - Edi ex aequo Conrad L. Hall - Era mio padre (Road to Perdition)
  - Rana d'argento: Edward Lachman - Lontano dal Paradiso (Far from Heaven)
  - Rana di bronzo: Denis Lenoir - Demonlover
  - Premio alla carriera: Freddie Francis
  - Premio per la speciale sensibilità visiva nella regia: Neil Jordan
  - Premio per la collaborazione regista - direttore della fotografia: Ken Loach - Barry Ackroyd
  - Premio per la collaborazione regista - direttore della fotografia polacchi: Andrzej Żuławski - Andrzej J. Jaroszewicz
  - Premio speciale dei direttori della fotografia ad un attore per il valore visivo del suo lavoro: Willem Dafoe
  - Premio speciale dei direttori della fotografia ad un attore polacco: Leon Niemczyk
  - Premio Krzysztof Kieslowski: Irène Jacob
- 2003
  - Rana d'oro: César Charlone - City of God (Cidade de Deus)
  - Rana d'argento: Piotr Kukla - De tweeling
  - Rana di bronzo: Eduardo Serra - La ragazza con l'orecchino di perla (Girl with a Pearl Earring)
  - Premio speciale della giuria: Adam Bajerski e Paweł Śmietanka - Zmruz oczy
  - Premio alla carriera: William Fraker
  - Premio alla carriera per la speciale sensibilità visiva nella regia: James Ivory
  - Premio per la collaborazione regista - direttore della fotografia: Peter Weir - Russell Boyd
  - Premio speciale dei direttori della fotografia ad un attore polacco: Jan Machulski
  - Premio per la promozione della cultura polacca nel mondo: Agnieszka Holland
- 2004
  - Rana d'oro: Dick Pope - Il segreto di Vera Drake (Vera Drake)
  - Rana d'argento: Rodrigo Prieto - Alexander
  - Rana di bronzo: Manuel Alberto Claro - Reconstruction
  - Premio alla carriera: David Watkin
  - Premio per la speciale sensibilità visiva nella regia: Oliver Stone
  - Premio alla carriera per la speciale sensibilità visiva nella regia: Manoel de Oliveira
  - Premio per la collaborazione regista - direttore della fotografia: Aki Kaurismäki - Timo Salminen
  - Premio Krzysztof Kieslowski: Charlize Theron
  - Premio speciale dei direttori della fotografia ad un attore polacco: Danuta Szaflarska
  - Premio per la promozione della cultura polacca nel mondo: Andrzej Seweryn
  - Premio per gli eccezionali risultati nell'arte della fotografia: Sławomir Idziak
- 2005
  - Rana d'oro: Gyula Pados - Senza destino (Sorstalanság)
  - Rana d'argento: Jens Fischer - The Queen of Sheba's Pearls
  - Rana di bronzo: Louis-Philippe Capelle - Nuit noire
  - Premio speciale del direttore del Festival: Phedon Papamichael - Quando l'amore brucia l'anima (Walk the Line)
  - Premio alla carriera: Tonino Delli Colli
  - Premio per la speciale sensibilità visiva nella regia: Andrei Konchalovsky
  - Premio alla carriera per la speciale sensibilità visiva nella regia: Jiří Menzel
  - Premio per la collaborazione regista - direttore della fotografia: Kazimierz Kutz - Wiesław Zdort
  - Premio Krzysztof Kieslowski: Ralph Fiennes
  - Premio speciale dei direttori della fotografia ad un attore per la speciale sensibilità visiva: Val Kilmer
  - Premio speciale dei direttori della fotografia ad un attore polacco: Gustaw Holoubek
- 2006
  - Rana d'oro: Guillermo Navarro - Il labirinto del fauno (El laberinto del fauno)
  - Rana d'argento: Dick Pope - The Illusionist - L'illusionista (The Illusionist)
  - Rana di bronzo: Ricardo Della Rosa - Casa de Areia
  - Premio alla carriera: Robby Müller
  - Premio per la speciale sensibilità visiva nella regia: Wim Wenders
  - Premio alla carriera per la speciale sensibilità visiva nella regia: Ken Russell
  - Premio per la collaborazione regista - direttore della fotografia: Tom Tykwer - Frank Griebe
  - Premio Krzysztof Kieslowski: Julia Ormond
  - Premio speciale ad un direttore della fotografia polacco per l'immenso contributo all'arte cinematografica: Andrzej Bartkowiak
  - Premio alla carriera ad uno scenografo per la sensibilità visiva unica: Dante Ferretti
  - Premio alla carriera ad uno scenografo per la speciale sensibilità visiva: John Myhre
- 2007
  - Rana d'oro: Janusz Kamiński - Lo scafandro e la farfalla (Le scaphandre et le papillon)
  - Rana d'argento: Bruno Delbonnel - Across the Universe
  - Rana di bronzo: Ed Lachman - Io non sono qui (I'm Not There)
  - Premio alla carriera: Stephen Goldblatt
  - Premio alla carriera per la speciale sensibilità visiva nella regia: Roman Polański
  - Premio per la collaborazione regista - direttore della fotografia: Jiří Menzel - Jaromír Šofr
  - Premio per la collaborazione regista - direttore della fotografia: Alan Parker - Michael Seresin
  - Premio speciale ad un direttore della fotografia polacco per l'immenso contributo all'arte cinematografica: Adam Holender
  - Premio speciale per l'immenso contributo all'arte cinematografica: Miroslav Ondříček
  - Premio speciale ad uno scenografo per la sensibilità visiva unica: Lilly Kilvert
  - Premio speciale alla carriera ad un artista polacco: Jerzy Stuhr
- 2008
  - Rana d'oro: Anthony Dod Mantle - The Millionaire (Slumdog Millionaire)
  - Rana d'argento: César Charlone - Blindness - Cecità (Blindness)
  - Rana di bronzo: Rainer Klausmann - La banda Baader Meinhof (Der Baader Meinhof Komplex)
  - Rana delle rane: Manuel Alberto Claro - Reconstruction
  - Premio alla carriera: Pierre Lhomme
  - Premio alla carriera per la speciale sensibilità visiva nella regia: Alan Parker
  - Premio alla carriera ad un regista polacco per la speciale sensibilità visiva nella regia: Andrzej Żuławski
  - Premio speciale per l'immenso contributo all'arte cinematografica: Edward Kłosiński
  - Premio Krzysztof Kieslowski: Isabelle Huppert
- 2009
  - Rana d'oro: Giora Bejach - Lebanon
  - Rana d'argento: Krzysztof Ptak - Dom zły
  - Rana di bronzo: Marcin Koszałka - Rewers
  - Premio alla carriera: Dante Spinotti
  - Premio alla carriera ad un regista: Volker Schlöndorff
  - Premio per straordinari meriti nel cinema documentario: Terry Sanders
  - Premio speciale ad un regista per la sensibilità visiva unica: Terry Gilliam
  - Premio speciale ad un produttore per film visivamente eccezionali: Richard Zanuck
  - Premio alla carriera ad uno scenografo per la sensibilità visiva unica: Allan Starski
  - Premio speciale ad un direttore della fotografia polacco per l'immenso contributo all'arte cinematografica: Dariusz Wolski
  - Premio per la collaborazione regista - direttore della fotografia: Vittorio Storaro - Carlos Saura
  - Premio speciale ad un montatore per la sensibilità visiva unica: Thelma Schoonmaker

### Anni 2010-oggi
- 2010
  - Rana d'oro: Arthur Reinhart - Venice
  - Rana d'argento: Michail Kričman - Silent Souls (Ovsjanki)
  - Rana di bronzo: Eduard Grau - Buried - Sepolto (Buried)
  - Premio alla carriera: Michael Ballhaus
  - Premio speciale ad un regista: Joel Schumacher
  - Premio alla carriera ad un regista polacco per la sensibilità visiva unica: Jerzy Skolimowski
  - Premio per la collaborazione direttore della fotografia - regista: Matthew Libatique - Darren Aronofsky
  - Premio speciale ad un montatore per la sensibilità visiva unica: Chris Lebenzon
  - Premio speciale ad uno scenografo per la sensibilità visiva unica: Stuart Craig
  - Premio Krzysztof Kieslowski: Liam Neeson
- 2011
  - Rana d'oro: Jolanta Dylewska - W ciemności
  - Rana d'argento: Mahmoud Kalari - Una separazione (Jodāyi-e Nāder az Simin)
  - Rana di bronzo: Robbie Ryan - Cime tempestose
  - Premio alla carriera: John Seale
  - Premio alla carriera ad un regista polacco: Andrzej Wajda
  - Premio per la collaborazione direttore della fotografia - regista: Ed Lachman - Todd Haynes
  - Premio alla carriera ad un attore per la sensibilità visiva unica: Klaus Maria Brandauer
  - Premio speciale ad uno scenografo per la sensibilità visiva unica: Jack Fisk
- 2012
  - Rana d'oro: Nicolas Bolduc - Rebelle
  - Rana d'argento: Caroline Champetier - Holy Motors
  - Rana di bronzo: Touraj Aslani - Fasle kargadan
  - Premio alla carriera: Vadim Jusov
  - Premio alla carriera ad un regista: David Lynch
  - Premio speciale ad un montatore per la sensibilità visiva unica: Alan Heim
  - Premio per la collaborazione direttore della fotografia - regista: Harris Savides – Gus Van Sant
- 2013
  - Rana d'oro: Łukasz Żal e Ryszard Lenczewski - Ida
  - Rana d'argento: Lorenzo Hagerman - Heli
  - Rana di bronzo: Bruno Delbonnel - A proposito di Davis (Inside Llewyn Davis)
  - Premio alla carriera: Sławomir Idziak
  - Premio alla carriera ad un regista: Jim Sheridan
  - Premio speciale ad un attore-regista: John Turturro
  - Premio speciale ad uno scenografo per la sensibilità visiva unica: Rick Carter
  - Premio per la collaborazione direttore della fotografia - regista: Roberto Schaefer - Marc Forster
- 2014
  - Rana d'oro: Michail Kričman - Leviathan
  - Rana d'argento: Ehab Assal - Omar
  - Rana di bronzo: André Turpin - Mommy
  - Premio per la miglior fotografia in un film polacco: Kacper Fertacz - Hardkor Disko
  - Girino d'oro - Premio studentesco Laszlo Kovacs: Julian Landweer - Berlin Troika
  - Girino d'argento: Andrzej Cichocki - The Shadow Forest
  - Girino di bronzo: Clémence Warnier - Do You Even Know
  - Premio "Polish Film Institute and Mastershot Special" per la miglior fotografia nella categoria studenti: James Blann - Room 55
  - Rana d'oro per la miglior fotografia in un documentario: Yura Gautsel, Sergei Maksimov - Blood
  - Menzione speciale per la fotografia in un documentario: Mauricio Vidal - Monte Adentro
  - Rana d'oro per la miglior fotografia in un cortometraggio documentario: Przemysław Niczyporuk - Starting Point
  - Menzione speciale per la fotografia in un cortometraggio documentario: Morgan Knibbe - Shipwreck
  - Premio per il miglior debutto alla regia: Naji Abu Nowar - Theeb
  - Premio per il miglior debutto alla fotografia: Niels Thastum - When Animals Dream
  - Premio per la miglior fotografia in un documentario in 3D: Richard Bluck - Beyond the Edge
  - Premio per la miglior fotografia in un lungometraggio in 3D: Thomas Hardmeier - The Young and Prodigious T.S. Spivet
  - Premio al miglior video musicale: DANIELS - Artista: DJ Snake & Lil Canzone: Jon Turn Down For What
  - Premio per la miglior fotografia in un video musicale: Robbie Ryan - Artista: Paolo Nutini Canzone: Iron Sky